# 5 Brygada WOP
 5 Brygada Wojsk Ochrony Pogranicza – związek taktyczny Wojsk Ochrony Pogranicza pełniący służbę ochronną na granicy polsko-czechosłowackiej.

## Formowanie i zmiany organizacyjne
Sformowana w 1950 na bazie 23 Brygady Ochrony Pogranicza, na podstawie rozkazu MBP nr 043/org z 3 czerwca 1950. Nowa numeracja batalionów i brygad weszła w życie z dniem 1 stycznia 1951. Sztab brygady stacjonował w Kłodzku przy ulicy Lutyckiej.

Zgodnie z etatem czasu „P” nr 352/15, na dzień 1 listopada 1954 brygada liczyła 2533 żołnierzy, a etat czasu „W” nr 0352/12 przewidywał 3106 żołnierzy.

Zgodnie z etatem czasu „P” nr 352/36, na dzień 1 sierpnia 1957 brygada liczyła 2282 żołnierzy, a etat czasu „W” nr 0352/23 przewidywał 3411 żołnierzy.
Rozformowana w 1958. Na jej bazie powstała 5 Sudecka Brygada WOP.

## Struktura organizacyjna
W 1950:
- dowództwo, sztab i pododdziały dowodzenia
- 51 batalion WOP – Stronie Śląskie
- 52 batalion WOP – Bystrzyca Kłodzka
- 53 batalion WOP – Duszniki-Zdrój
- 54 batalion WOP – Wałbrzych

## Dowódcy brygady
- ppłk Jakub Margules
- ppłk Witold Kłoczko
- płk Bronisław Wąsowski

## Przekształcenia
11 Oddział Ochrony Pogranicza → 11 Wrocławski Oddział WOP → 23 Brygada Ochrony Pogranicza → 5 Brygada WOP → 5 Sudecka Brygada WOP → Sudecka Brygada WOP → Sudecki Batalion WOP